# Gasometría arterial

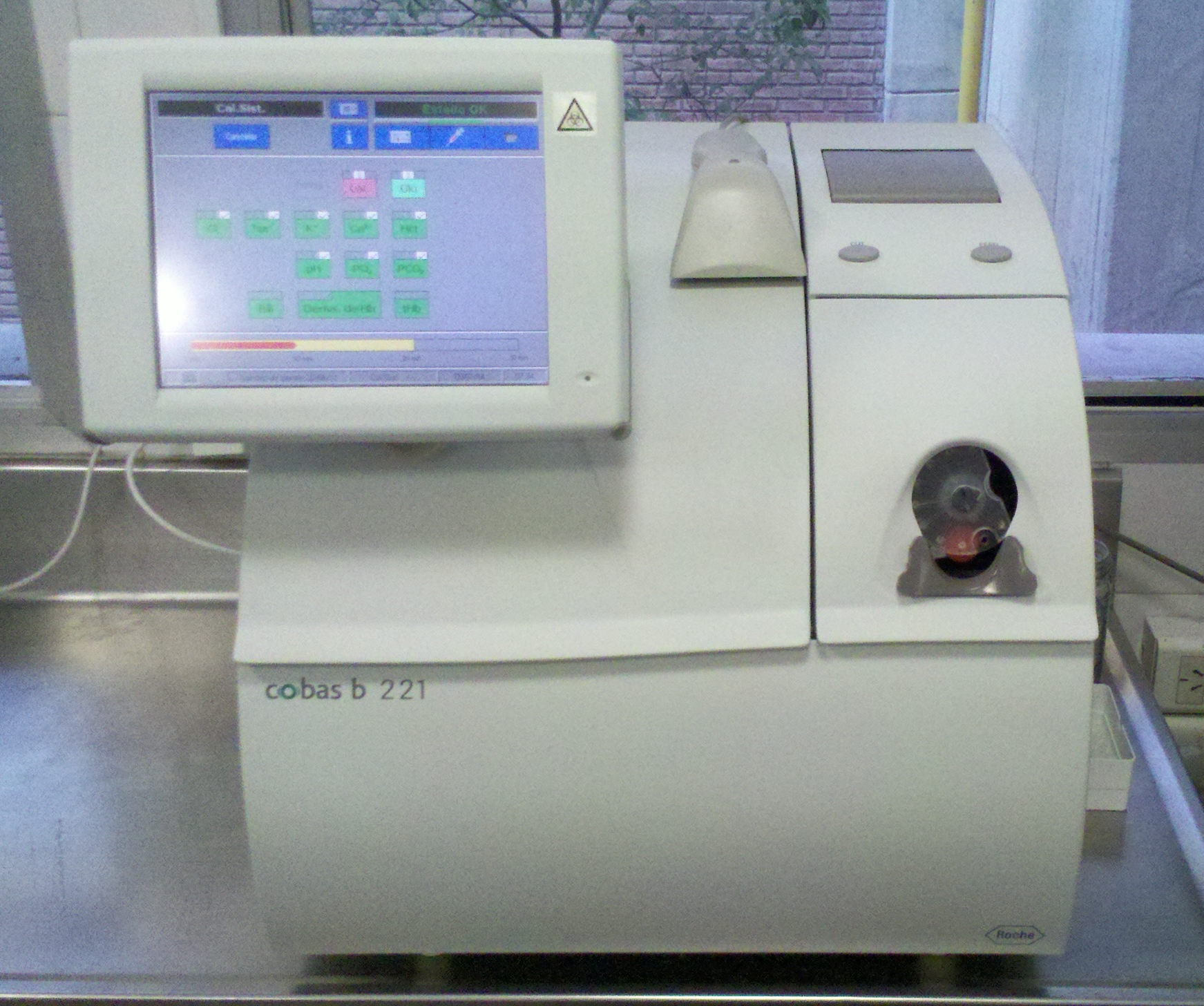
Aparato para el monitoreo de gases sanguíneos y medio interno. Cuenta con módulos para la medición de pH, PCO_{2}, PO_{2}, SatO_{2}, Na^{+}, K^{+}, Cl^{-}, Ca^{2+}, hemoglobina (total y derivados: O_{2}Hb, MetHb, COHb, HHb, CNHb, SHb), hematocrito, bilirrubina total, glucosa, lactato y urea- Cobas b 221 (Roche Diagnostics).

La gasometría arterial es una técnica de medición respiratoria invasiva que permite, en una muestra de sangre arterial, determinar el pH, las presiones arteriales de oxígeno y dióxido de carbono y la concentración de bicarbonato.
La valoración objetiva de la función respiratoria de pacientes constituye una práctica habitual en el procedimiento diagnóstico de urgencia. Ello, junto con los datos que aporta acerca del equilibrio ácido-básico, hace de esta técnica una de las exploraciones complementarias más frecuentemente solicitadas, que además es barata y de fácil interpretación.
Los parámetros que se miden en una gasometría arterial son los siguientes: presión parcial arterial de dióxido de carbono (PaCO2), presión parcial arterial de oxígeno (PaO2) y pH. También se pueden obtener unos valores derivados que son importantes para la clínica: concentración de bicarbonato real y estándar (HCO3-), diferencia alveoloarterial de oxígeno y la presión parcial de oxígeno necesaria para que la hemoglobina en sangre esté saturada al 50% (P50).

## Requisitos previos
Para hacer la gasometría arterial de forma correcta y obtener unos valores fiables, se han de tomar una serie de precauciones:
- El paciente ha de estar en reposo como mínimo unos 10 minutos, sentado o tumbado. De lo contrario, obtendremos unos valores erróneos en la PO2 arterial como consecuencia de la mayor demanda de oxígeno que tiene lugar en los tejidos tras realizar un esfuerzo.

- El paciente ha de estar dentro de unas condiciones basales que no influyan en los resultados de la gasometría. Para ello, no ha de tomar ciertos medicamentos ni haber fumado el mismo día de la prueba.

- Se ha de conocer la fracción de oxígeno del aire inspirado (FiO2). Generalmente inspiramos aire con un 21% de oxígeno aproximadamente, pero algunos pacientes pueden estar siendo tratados con oxígeno hiperbárico (100% de oxígeno) o con cualquier otra fracción, lo que provocará cambios en la interpretación de los resultados.

- Se ha de hacer la gasometría a una temperatura conocida y ambiental, puesto que cambios en la misma pueden alterar el grado de solubilidad del oxígeno en sangre y podemos medir un valor ficticio.

## Técnica de punción
La muestra de sangre que se obtiene del paciente para realizar este tipo de gasometría debe ser tomada directamente de una arteria. La punción se realiza en arterias fácilmente accesibles y que tengan ramas colaterales para que, si se daña la arteria al pincharla, se mantenga la vascularización de la zona. Normalmente se realiza en la arteria radial. En su defecto puede utilizarse la braquial, pedia, tibial posterior, temporal superficial (en niños) o femoral por orden de preferencia.
Los recursos materiales necesarios para realizar la punción son:
- Antiséptico
- Gasas estériles y esparadrapo
- Anestesia local tipo scandinibsa 2%
- Jeringa de insulina para la infiltración de anestesia local
- Contenedor de objetos punzantes
- Aguja y jeringa especial para gasometría (las convencionales no sirven porque los gases atraviesan el plástico)

Se debe tomar una serie de precauciones antes de iniciar la intervención:
- En pacientes sometidos a tratamiento anticoagulante, se debe mantener la presión sobre la punción durante al menos 10 minutos
- Evitar zonas con múltiples punciones y hematomas
- Si se opta por puncionar la arteria radial se debe realizar primero la prueba o test de Allen para comprobar el riego adecuado de la mano.

El test de Allen es un proceso que dura pocos minutos y que sirve para comprobar si existe algún problema trombótico en la mano. Consta de los siguientes pasos:
1. Se le pide al paciente que cierre el puño.
2. Se comprimen simultáneamente las arterias radial y cubital durante unos segundos. La palma de la mano debe tener un color pálido, al no tener flujo arterial.
3. Se deja de comprimir la arteria cubital y el color deberá volver a la mano del paciente en 15 segundos aproximadamente. Si el color de la mano no se restablece en ese tiempo, se debe elegir otro lugar para realizar la punción.
4. Estos pasos se repiten liberando la arteria radial.

Después de haber tomado las precauciones que previamente se han expuesto, se procede a realizar la extracción de la muestra de sangre arterial:
1. Se prepara el material y se coloca al paciente en decúbito supino con la extremidad extendida.
2. Se limpia la zona con un antiséptico y se coloca la mano en posición neutra o en ligera extensión.
3. Tras la limpieza de la piel y utilizando guantes (no estériles) se infiltra un mínimo de 0,3 ml del anestésico local por planos, y en la zona periférica a la localización de la arteria a puncionar.
4. Se localiza la arteria elegida, realizar una ligera presión con el dedo índice sobre ella que sea suficiente para percibir el latido con claridad
5. Se punciona la arteria con la aguja (unida ya a la jeringuilla) en dirección cefálica y con una inclinación de 30°-45° en relación con la superficie de la piel. Cuando la aguja punciona la arteria se produce la aparición de sangre de forma pulsátil sin necesidad de realizar aspiración.
6. Se extrae un mínimo de 1-3 ml.
7. Se retira la aguja y se comprime la zona de punción durante 5 minutos. Se realiza con el objetivo de detener la hemorragia, la compresión no debe producir la falta de riego.

## Aparataje

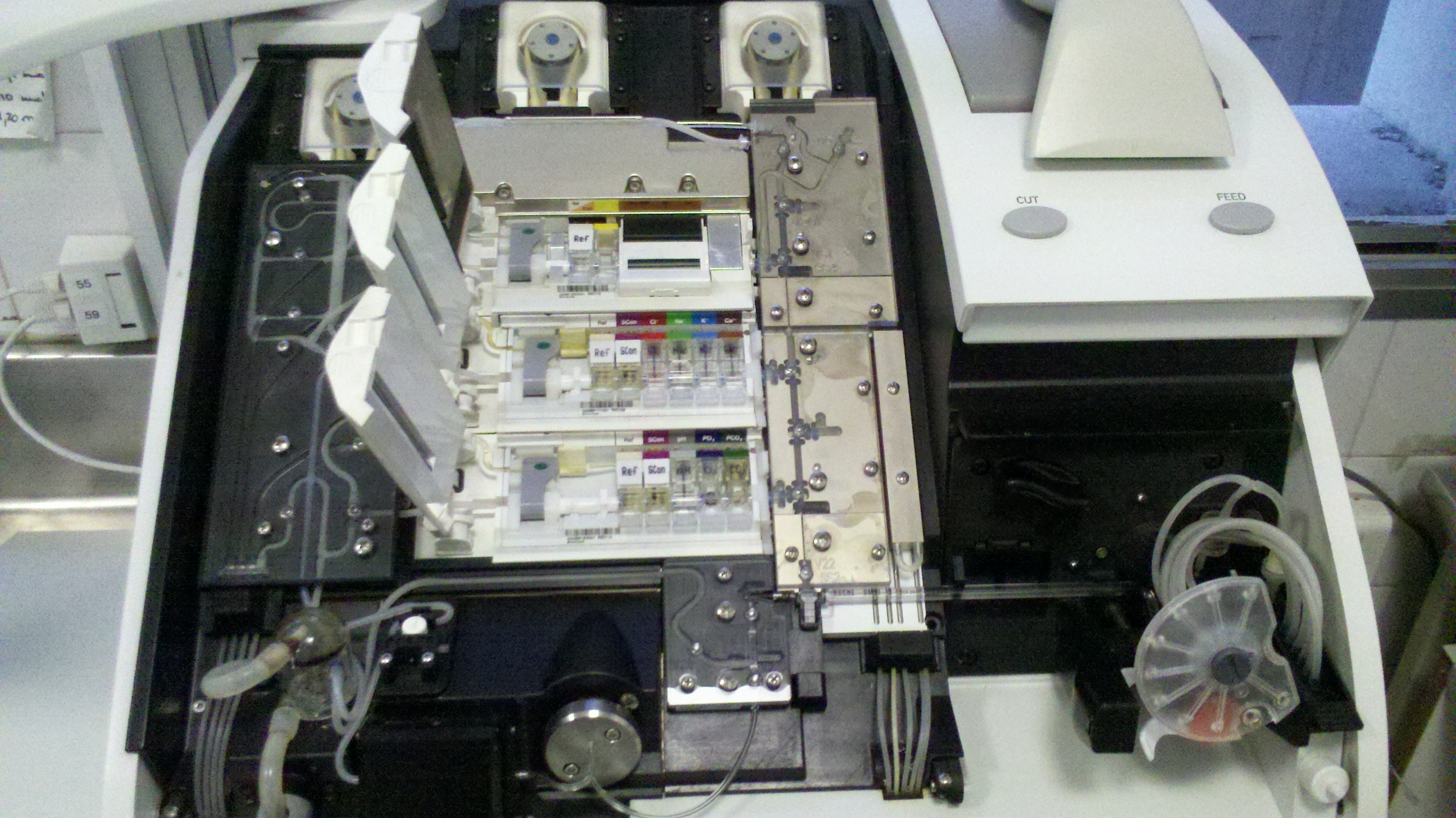
Detalle de un aparato para monitoreo de gases sanguíneos con sus cubiertas retiradas y las cámaras de medición abiertas, donde es posible apreciar los electrodos de medición (Cobas b 221 Roche Diagnostics).

Para la medición de los parámetros antes mencionados es necesario el uso de un aparato específico denominado gasómetro. El gasómetro consta de cuatro cubetas con cuatro electrodos que son los siguientes:
- Electrodo de pH
- Electrodo de CO2
- Electrodo de O2
- Co-oximetría

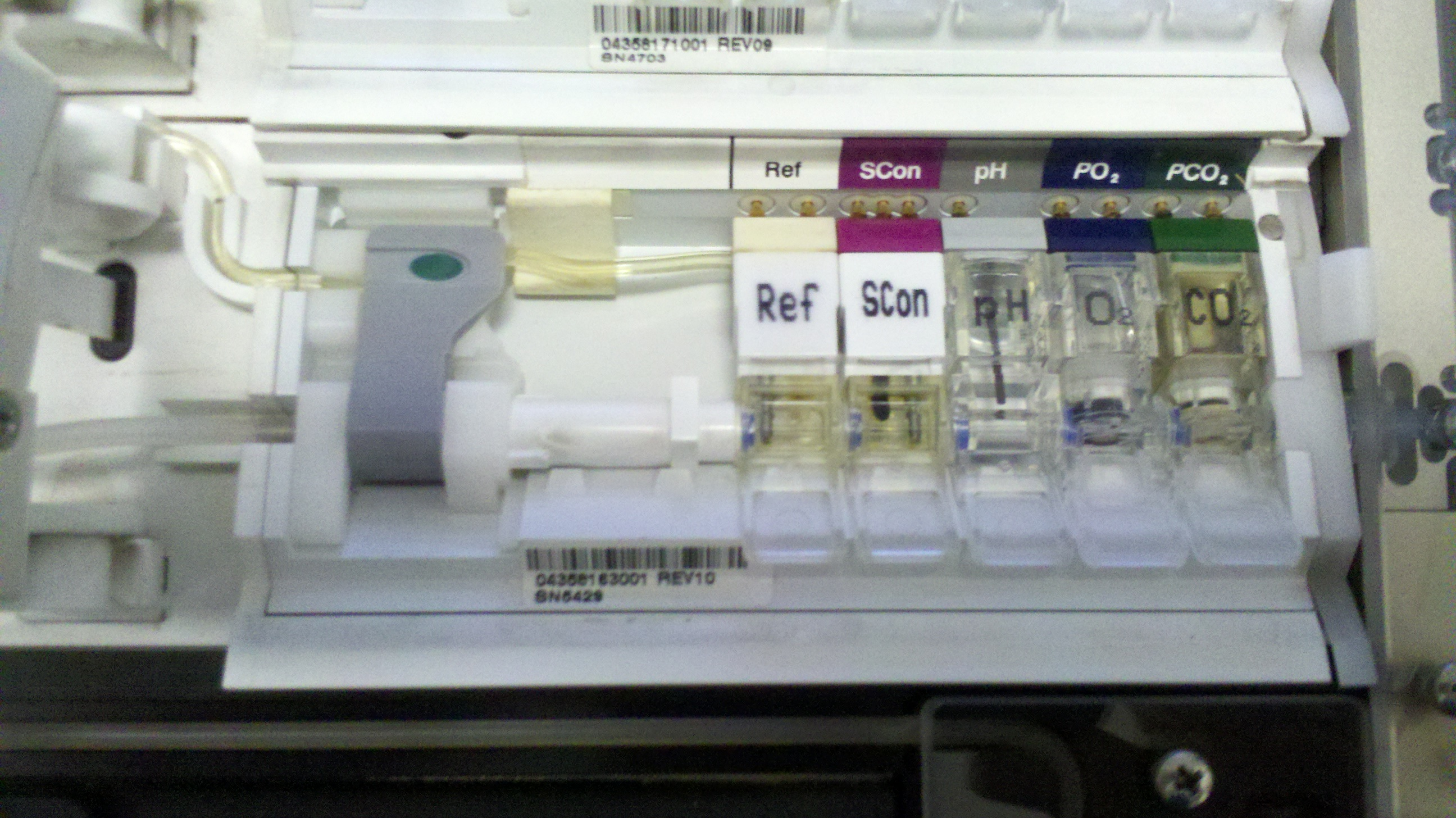
Detalle de la cámara de medición de gases, donde es posible apreciar los electrodos de medición: de izquierda a derecha el electrodo de referencia, y el electrodo de medición de continuidad de la muestra, electrodo de pH, electrodo de PO_{2}, y el electrodo de PCO_{2} (Cobas b 221 Roche Diagnostics).

Los electrodos que miden el pH y el CO2 son, en realidad, unos PH-ímetros. En cuanto al electrodo de O2, este detecta reacciones de oxidación.

### Electrodos de pH
Un determinado valor de pH representa a una determinada concentración de hidrogeniones [H+] existente en sangre. Sin embargo la relación no es directa ni lineal. Cuando la concentración de hidrogeniones aumenta el pH disminuye, si esta concentración desciende el pH sube, un cambio de un orden de magnitud en la concentración representa un cambio en una unidad de pH.
El pH, por lo tanto es simplemente una expresión numérica del mayor o menor grado de acidez de una solución. En un individuo sano, el pH sanguíneo oscila entre 7,35 y 7,45.
Se cuantifica mediante un electrodo especial compuesto por dos compartimientos independientes. El primero de ellos, la cámara de medición, tiene una membrana de vidrio únicamente permeable a H+. La segunda contiene un electrodo de referencia estable, generalmente de mercurio (calomel). Un puente electrolítico de cloruro potásico conecta ambos compartimientos. El potencial eléctrico generado por los H+, que pasan a través de la membrana y alcanza el electrodo de mercurio, es función logarítmica de la concentración real de H+ (pH) de la muestra sanguínea.

### Electrodo de PO2
El valor de presión parcial de O2 en sangre (PO2) corresponde a la presión ejercida por el O2 que se halla disuelto en el plasma.
Suele expresarse en mmHg o unidades torr, aunque la nomenclatura europea ha optado por el término kilopascal (kPa) del Sistema Internacional de Unidades.
(SI) (1 torr = 1mmHg = 0,133 kPa; 1kPa = 7,5006 mmHg o torr). En el individuo sano su valor disminuye progresivamente con la edad y en condiciones normales su valor debe ser superior a 80mmHg.
Se cuantifica con el electrodo de Clark, constituido por un cátodo de platino y un ánodo de cloruro de plata unidos mediante un puente electrolítico de cloruro potásico y con voltaje polarizante de 0.5-0,6 voltios. Además, presenta una membrana especial que permite el paso libre de O2, pero a su vez evita el depósito de proteínas en el electrodo de platino. El principio básico de funcionamiento depende de la difusión de las moléculas de O2 a través de la solución electrolítica hacia la superficie del cátodo, donde se reduce alterando la conductividad de dicha solución electrolítica.
Este último fenómeno comporta un cambio en la intensidad de corriente existente entre el cátodo y el ánodo, que es directamente proporcional al valor de PO2 existente en la muestra sanguínea.
Existen diversos compuestos capaces de modificar esta relación; entre ellos destaca el halotano por su empleo en anestesiología.

### Electrodo de PCO2
La presión parcial de CO2 corresponde a la presión ejercida por el CO2 libre en plasma. Se expresa en las mismas unidades de medida que la PO2.
En el individuo sano su valor oscila entre 35 y 45 mmHg y a diferencia de la PO2 no sufre variaciones con la edad.
Para su cuantificación se emplea el electrodo de Stow-Severinghaus, que consiste en un electrodo de pH estándar sumergido en una solución tamponada de bicarbonato sódico y separado de la muestra sanguínea por una membrana que solo permite el paso de CO2. La difusión del CO2 desde la sangre hasta la solución tamponada de bicarbonato supone un equilibrio de la PCO2 de ambos medios; el resultado es un cambio proporcional en la concentración de H+ de la solución tamponada que es detectado por el electrodo de pH.

### Co-oximetría

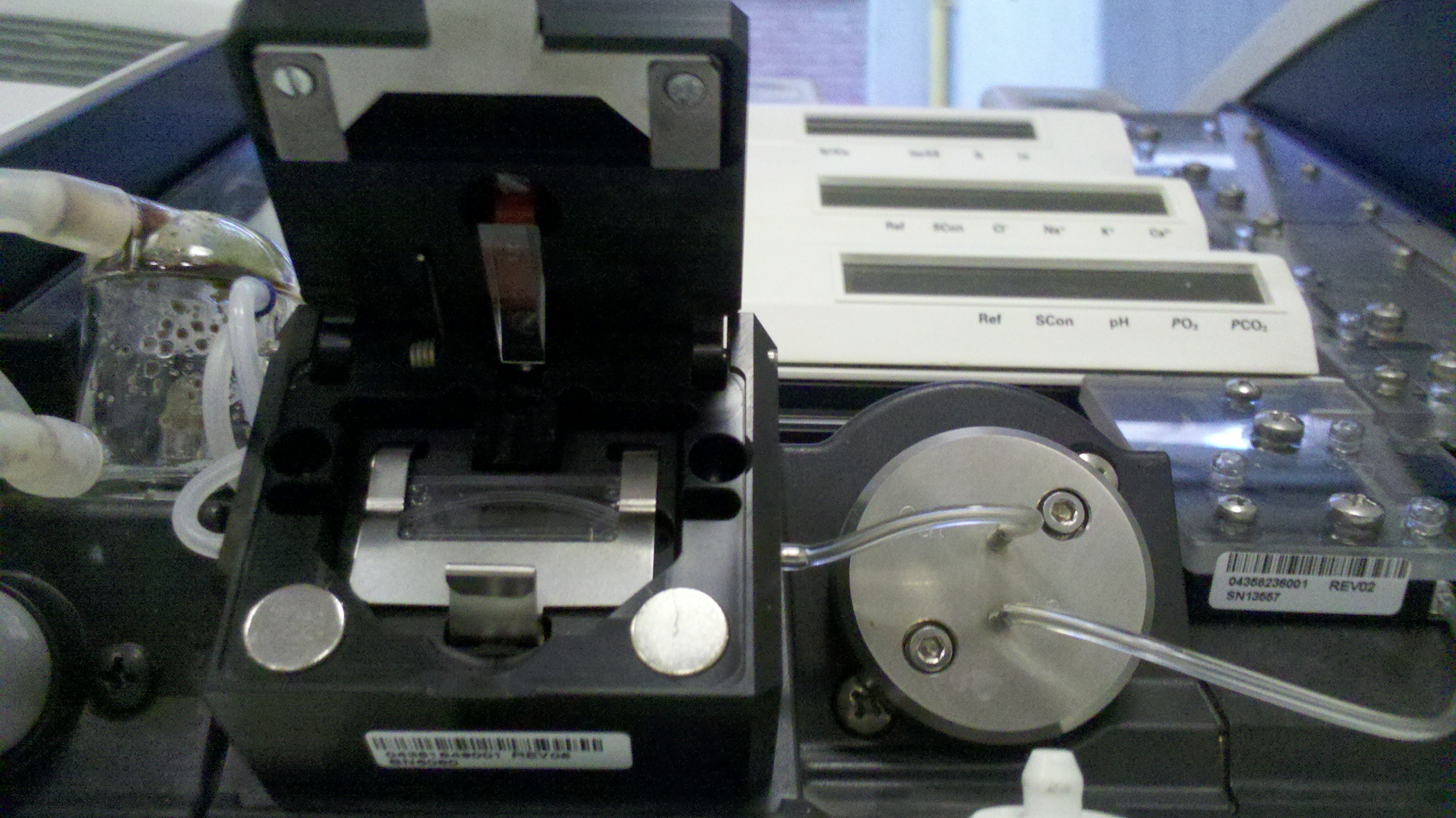
Detalle de la cámara de Co-oximetría, a la izquierda se aprecia la cubeta espectrofotométrica que es iluminada por diferentes longitudes de onda, a la derecha, con forma de cilindro empotrado se encuentra la cámara de ultrasonicación que por medio de ultrasonidos rompe los glóbulos rojos liberando la hemoglobina. Este aparato en particular, también puede registrar bilirrubina total, por el mismo método espectrofotométrico. (Cobas b 221 Roche Diagnostics).

El valor de saturación de oxihemoglobina (SO2%) corresponde al porcentaje de hemoglobina que se haya unida reversiblemente al O2. En un individuo sano, debe ser superior al 90%. La observación clínica de que la sangre arterial y venosa tiene un color diferente constituye la base para la medición espectrofotométrica de la SO2%. Esta técnica se basa en la emisión de uno o varios haces de luz de diferente longitud de onda que son recibidos por un amplificador que, a su vez, genera una corriente eléctrica de salida proporcional a la absorción de luz producida por sustancias de color diferente,generalmente oxi y desoxihemoglobina. Todo ello se realiza tras haber hemolizado la muestra sanguínea y haber substraído la corriente generada por una sustancia cero de referencia. Cronológicamente, la medición de la SO2% precedió a la cuantificación de la PO2. En 1900, se describió el primer sistema basado en la emisión de dos longitudes de onda diferentes. Dicho sistema era capaz de cuantificar la cantidad de oxihemoglobina en relación con la cantidad de hemoglobina reducida existente. Sin embargo, presenta el inconveniente de sobreestimar el porcentaje de la primera cuando coexisten concentraciones significativas de carboxi o metahemoglobina. Posteriormente se han desarrollado otros sistemas basados en la emisión simultánea de hasta seis longitudes de onda diferentes, capaces de cuantificar al mismo tiempo, los valores de oxi, desoxi, carboxi y metahemoglobina.
Debe señalarse, sin embargo, que el azul de metileno y el azul de Evans pueden detectar la sulfohemoglobina y hemoglobina fetal, absorber luz de una determinada longitud de onda y modificar la fiabilidad de los resultados.
Si no se dispone de un sistema automatizado de medición, el valor de SO2% puede deducirse mediante el empleo del nomograma de Severinghaus o las subrutinas de cálculo propuestas por Kelman.

## Control de calidad y mantenimiento
La exactitud y precisión de cualquier medida dependen tanto de la cualificación y entrenamiento del personal técnico como de la calidad de los electrodos polarográficos y su correcto mantenimiento.
Debe efectuarse por tanto un estricto control de calidad, entendiéndose por tal la verificación de la exactitud del aparato de medición mediante la comparación de muestras-patrón de valor conocido con los resultados realmente obtenidos, comparar resultados entre diferentes aparatos y realizar un mantenimiento regular del utillaje.

## Interpretación
Los parámetros que se miden en la gasometría arterial y sus respectivasoo interpretaciones son la presión parcial de dióxido de carbono (PCO2), la presión parcial de oxígeno (PO2), el poH y una serie de valores derivados como el bicarbonato real y estándar, la diferencia alveoloarterial de oxígeno o la P50.

### pCO2
La presión parcial de dióxido de carbono (pCO2) es un parámetro que nos informa acerca de la ventilación alveolar del paciente. La ventilación alveolar es la cantidad de aire fresco inspirado disponible para el intercambio gaseoso1. Esto se debe a que la ventilación alveolar tiene una relación inversa con la presión alveolar de CO2, puesto que en cada espiración se elimina una cantidad constante de este gas. El hecho de que este gas se difunda muy bien en la barrera hematogaseosa hace que su valor, que oscila entre 35 y 45 mmHg, sea prácticamente el mismo que el existente en la sangre arterial.
{\displaystyle {\dot {V}}A=\left({\frac {{\dot {V}}CO_{2}\cdot \ k}{PaCO_{2}}}\right)}
Donde V·A es el flujo de aire alveolar, V·CO2 el flujo de CO2, PaCO2 la presión parcial de este gas en sangre arterial y k es una constante de proporcionalidad.
Esto significa que si la ventilación alveolar se reduce a la mitad, la PCO2, se duplica una vez que se ha establecido un estado de equilibrio. De este modo, conociendo el valor de la presión parcial de CO2 en sangre de un paciente, podremos saber si ventila o no correctamente. La hiperventilación o la hipoventilación pueden ser signos de una enfermedad cardiorrespiratoria.
Este valor no se modifica con la edad y no se ve influenciado si la persona está respirando oxígeno de una fuente externa.

### pO2
La presión parcial de oxígeno (PO2) nos permite conocer el grado de oxigenación con el que la sangre llega a los tejidos, si bien esta solo mide el 3% del total de oxígeno que lleva la sangre. Corresponde a la fracción de oxígeno que viaja de forma disuelta, que es la que genera una presión medible; en tanto que el 97% restante pertenece al oxígeno que es transportado por la hemoglobina. Este valor en la sangre tiene como término medio unos 80-100 mmHg. Se considera que el paciente tiene una hipoxemia cuando el valor de la PO2 es inferior a 80 mmHg, y una insuficiencia respiratoria cuando los valores son inferiores a 60 mmHg. En esta situación, la hemoglobina deja de unirse al oxígeno por pérdida de afinidad.
El valor de PaO2 desciende con la edad: 103.5-(0.42xaños). Este hecho debe tenerse en cuenta para no clasificar un valor como patológico cuando, en realidad, está dentro de un rango fisiológico.
Existe un cociente entre la presión arterial de oxígeno (PaO2) y la fracción inspirada de oxígeno (FiO2) de vital importancia en el caso de que el paciente esté respirando oxígeno de una fuente externa. Se considera que el valor es normal cuando el resultado de este cociente es mayor de 500 y patológico cuando es menor de 300.
Esto es importante porque, si a una persona se le está aportando oxígeno de manera artificial, no se pueden considerar los valores entre 80-100 mmHg de PaO2 como normales.

### pH
El pH no es un término que informe por sí solo de las afecciones respiratorias. No obstante, sí es indicativo del tiempo que llevan prolongándose dichas enfermedades en el paciente.
Se considera que el pH de la sangre toma un valor fisiológico de 7,4. Cualquier cifra que se encuentre por fuera del intervalo comprendido entre 7,35-7,45 es patológica, por lo que dentro de la sangre existen unos mecanismos de compensación de estas variaciones muy eficientes que se denominan sistemas buffer o tampón. Cuando el pH de un paciente es menor de 7,35: se dice que padece una acidosis. Por el contrario, si el pH es superior a 7,45; el individuo tiene una alcalosis. De forma crónica, los sistemas amortiguadores de la sangre tienden a contrarrestar estos desajustes del pH, debido a que pueden dañar proteínas y poner en compromiso funciones cardiorrespiratorias y endocrinas. Por ello, una acidosis o alcalosis puede estar compensada.
Este valor no se modifica con la edad y no se ve influenciado si la persona está respirando oxígeno de una fuente externa.
La relación entre la PaCO2 y el pH es muy estrecha:
- Por cada incremento en la PaCO2 de 20mmHg por encima de lo normal, el pH desciende 0,1 puntos.
- Por cada descenso en la PaCO2 de 10mmHg por debajo de lo normal, el pH sube 0.1 puntos

Por ello cuando se hiperventila, al descender la PaCO2, es más fácil entrar en una alcalosis.

### Valores derivados
Además de obtener el pH y las presiones parciales de O2 y CO2 de una forma directa, esta técnica permite calcular unos valores derivados de importancia clínica:
- Concentración de bicarbonato real y estándar (HCO3-). La concentración de bicarbonato mide la situación del componente básico del equilibrio ácido-base. Tampoco mide ningún aspecto de la función respiratoria, sino que nos habla de si es un proceso es agudo o crónico.
- Diferencia alveoloarterial de oxígeno. Es la diferencia entre la presión parcial de oxígeno ideal en el aire alveolar y la existente en la sangre arterial.

{\displaystyle D(A-a)O_{2}=PAO_{2}-PaO_{2}}
Donde D(A-a)O2 es la diferencia alveoloarterial de O2, PAO2 es la presión alveolar ideal de O2 y PaO2 es la presión arterial de O2.
La presión alveolar ideal de oxígeno se puede calcular con la Ecuación del gas alveolar.

{\displaystyle PAO_{2}=PIO_{2}-\left({\frac {PaCO_{2}}{R}}\right)+F}
Donde PAO2 es la presión alveolar ideal de O2, PIO2 es la presión de O2 en el aire inspirado, PaCO2 es la presión arterial de CO2, R es el cociente respiratorio (relación entre la producción de CO2 y el consumo de O2 que depende el estado del metabolismo y generalmente toma el valor de 0,8) y F es un factor de corrección que puede ser despreciado y toma un valor aproximado de 2mmHg.
En un individuo sano, esta diferencia es trivial porque en condiciones fisiológicas no supera los 15-20 mmHg, y se debe a una desigualdad entre la ventilación y la perfusión de los alveolos en los que tiene lugar el intercambio gaseoso. Valores muy distintos al mencionado pueden indicar fallos ventilatorios y/o en la oxigenación.
Este valor varía con la edad: 2.5 + (0.21xaños). También se ve influenciado si el paciente está respirandooxígeno de una fuente externa ya que aumenta a concentraciones altas de oxígeno.
- La P50, es decir, la presión parcial de oxígeno necesaria para que la hemoglobina en sangre esté saturada al 50%, es un indicador de la afinidad que tiene la hemoglobina por el oxígeno que transporta en la sangre a los diferentes tejidos. En condiciones estables controladas de temperatura (37 °C), pH 7,4 y PaCO2 40 mmHg, su valor normal es 26 mmHg.

Cuanto más hacia la izquierda esté la P50 en la curva de saturación de la hemoglobina, mayor será la afinidad de ésta por el oxígeno, puesto que necesitará presiones menores para saturarse al 50%. Del mismo modo, cuanto más a la derecha esté la P50 en la curva, menos afinidad tendrá la hemoglobina por el oxígeno. El valor de P50 se desplaza hacia la derecha en presencia de aumento de la temperatura corporal, PaCO2; 2,3 bifosfoglicerato (compuesto que se produce en el metabolismo de los glóbulos rojos para regular su afinidad por el oxígeno) o la disminución del pH.
| Variable                                | Sangre arterial             | Sangre venosa mixta |
| --------------------------------------- | --------------------------- | ------------------- |
| Presión de O2 (mmHg)                    | 80-100                      | 40                  |
| Presión de CO2 (mmHg)                   | 35-45                       | 46                  |
| pH (unidades)                           | 7,35-7,46                   | 7,36                |
| P50 (mmHg)                              | 25-27                       | -                   |
| Concentración de hemoglobina (g/dl)     | 14,0-15,0                   | 14,0-15,0           |
| Contenido de oxígeno (ml/dl)            | 19,8                        | 14,6                |
| Oxígeno combinado con la hemoglobina    | 19,5                        | 14,5                |
| Saturación de la hemoglobina (%)        | 97,5                        | 72,5                |
| Contenido de dióxido de carbono (ml/dl) | 49                          | 53,1                |
| Compuesos carbamínicos (mmol/l)         | 2,2                         | 3,1                 |
| Concentración de CO2                    | 35 - 45 mmhg                |                     |
| Concentración de bicarbonato            | 22 - 28 meq/L (fuente: UCV) |                     |
| Dióxido de carbono disuelto en sangre   | 2,6                         | 3                   |

Como se ha descrito anteriormente, cualquier enfermedad que produzca hipoxemia tendrá consecuencias en la P50 de la hemoglobina. Por otra parte, con este valor se pueden diagnosticar enfermedades como la metahemoglobinemia.
Algunos de los factores antes mencionados provocan el desplazamiento de la curva a la derecha de forma fisiológica, puesto que, cuando la hemoglobina llega a los tejidos, es necesario que la libere y, por tanto, disminuya su afinidad. De hecho, se podría pensar que las personas con una P50 menor tendrán una mayor oxigenación de sus tejidos. No obstante, un estudio retrospectivo reciente ha encontrado una correlación entre los niveles altos de la P50 y la mortalidad en las unidades de cuidados intensivos y en los hospitales, indicando una mayor predisposición a padecer enfermedades cardiorrespiratorias.

## La gasometría arterial en el diagnóstico de las enfermedades
Como se ha mencionado previamente, las aplicaciones esenciales de la gasometría arterial incluyen la evaluación de la difusión de gases en la sangre y el equilibrio ácido-base en el líquido extracelular. En líneas generales, es de gran utilidad para conocer el origen de una insuficiencia respiratoria. Una insuficiencia respiratoria puede producirse por una hipoventilación como consecuencia de un fallo en el aparato de la respiración; una alteración de la relación ventilación-perfusión (V/Q), es decir, el cociente que mide el renovado de aire con cada inspiración y espiración y la difusión de gases dentro de la barrera hematogaseosa, que puede alcanzar valores más altos o más bajos de lo normal; o, por último, por un “shunt” o cortacircuito en la vascularización de los alveolos, que consiste en o bien una comunicación directa arteria-vena sin renovado gaseoso o bien en la perfusión de un alveolo no ventilado.
Con estos datos, es posible diagnosticar ciertos problemas de salud, destacando la Enfermedad Pulmonar Obstructiva Crónica (EPOC), la hipertensión pulmonar, el Síndrome hepatopulmonar, la metahemoglobinemia y la hipoxia neonatal.
Es necesario comentar que la gasometría arterial es una práctica invasiva. Por este motivo es más frecuente el diagnóstico de estas enfermedades con espirometrías y pulsioximetrías.
| Indicaciones de realización de gasometría arterial urgente                 |
| -------------------------------------------------------------------------- |
| Parada cardiorrespiratoria                                                 |
| Coma de cualquier origen                                                   |
| Broncoespasmo con signos de insuficiencia respiratoria                     |
| EPOC agudizada                                                             |
| Tromboembolismo pulmonar                                                   |
| Neumonía con signos de insuficiencia respiratoria                          |
| Insuficiencia cardiaca congestiva con signos de insuficiencia respiratoria |
| Shock de cualquier etiología                                               |
| Descompensación diabética                                                  |
| Intoxicaciones agudas                                                      |

|-

### Enfermedad Pulmonar Obstructiva Crónica (EPOC)
La Enfermedad Pulmonar Obstructiva Crónica alberga una serie de enfermedades que provocan una obstrucción de las vías aéreas que afecta a la ventilación del paciente que las padece. Dentro de las enfermedades que se clasifican como tales, destacan el enfisema pulmonar y la bronquitis crónica.
En la Enfermedad Pulmonar Obstructiva Crónica, al igual que en una neumonía o en una crisis asmática, la relación ventilación/perfusión (V/Q) es más reducida de lo normal. Por ello, en la gasometría arterial de un paciente con estas características encontraremos una hipoxemia (una PO2 en sangre arterial baja) seguido de una hipercapnia (una PCO2 en sangre mayor de lo normal).
Por otra parte, las medidas del pH y el bicarbonato real nos permiten determinar si esa enfermedad es aguda o crónica. Cuando la enfermedad es crónica, el organismo activa una serie de mecanismos de compensación que afectan a la ventilación y a la excreción renal, logrando de este modo amortiguar esos cambios en el pH. El cuadro agudo suele asociarse a una disminución del pH con bicarbonato normal, mientras que las crónicas suelen asociarse a un pH normal con bicarbonato alto. La disminución se denomina hipocapnia. Su importancia radica en la hiperventilación alveolar que lleva a la alcalosis respiratoria presentando una disminución del calcio iónico y en algunos casos cuadro de tetania.

### Embolia pulmonar
La embolia pulmonar es una enfermedad muy grave ocasionada por el bloqueo de la arteria pulmonar por un coágulo, grasa, aire o un tumor. Para hacer su diagnóstico hay que atender a la historia clínica del paciente, la medición de la presión sistólica, el uso de un electrocardiograma, placas de rayos X y también la medición de gases con una gasometría arterial.

### Hipertensión pulmonar
La hipertensión pulmonar es un grupo de enfermedades heterogéneas muy serias que se caracterizan histopatológicamente por una vasoconstricción, una proliferación vascular, una trombosis in situ y un remodelamiento de la pared vascular. El aumento de estos cambios en la presión y en la resistencia de la arteria pulmonar sin ningún tratamiento puede conducir a una afección del ventrículo derecho y, en última instancia, a la muerte del paciente. En el transcurso de la enfermedad los síntomas pueden ser inespecíficos, pero pueden incluir disnea y fatiga.
Las pruebas diagnósticas utilizadas incluyen la historia clínica del paciente y su exploración física, electrocardiografías, tests de función pulmonar y de esfuerzo y niveles de péptido natriurético auricular; pero también en Urgencias se pueden emplear técnicas invasivas como la gasometría arterial.

### Síndrome hepatopulmonar
El Síndrome hepatopulmonar es una afección que se caracteriza por una dolencia hepática y/o una hipertensión portal, dilataciones vasculares intrapulmonares y anormalidades en la oxigenación arterial. La presencia de una cirrosis es un factor de riesgo para padecer esta enfermedad, de ahí que algunos pacientes sean cirróticos.
Los datos de la gasometría arterial que nos permiten hacer este diagnóstico son una hipoxemia con una PaO2 <70 mmHg o una saturación de oxígeno (Sat O2) menor o igual a un 92%. No obstante, es frecuente que el paciente presente unos niveles normales en la PO2 debido a una hiperventilación o a una circulación hiperdinámica propia de los cirróticos. Por ello, también se calcula la diferencia alveoloarterial de oxígeno, que en estos pacientes es superior a 20 mmHg.

### Metahemoglobinemia
La metahemoglobina es una forma alterada de hemoglobina en la que el átomo de hierro al que se fija el oxígeno, de forma ferrosa (Fe2+), se oxida a la forma férrica (Fe3+). La hemoglobina solo puede unirse a la forma ferrosa del hierro. Cuando la concentración de metahemoglobina en sangre es elevada, puede producirse una hipoxia seria en los tejidos que causa desde una anemia funcional a una cianosis cuando la cantidad de hemoglobina reducida sobrepasa los 5 g/dL, e incluso la muerte. Esta enfermedad se denomina metahemoglobinemia y lo más probable es que sea congénita debido a una mutación en el enzima encargado de reducir el hierro, pero también se puede adquirir por una intoxicación con compuestos derivados del benceno.
Para el diagnóstico se puede emplear la gasometría arterial y la oximetría, pero en ocasiones pueden aparecer valores normales sobre todo en los bebés. No obstante, estos pacientes adquieren una coloración azulada en la piel característica (cianosis) que facilita el diagnóstico.

### Hipoxia neonatal
La hipoxia neonatal puede producirse por problemas en la oxigenación materna, como puede ser una anemia; problemas en la vascularización de la placenta o en el intercambio de gases, una interrupción en la circulación fetal o anomalías cardiorrespiratorias del feto. Esta enfermedad se caracteriza por una acidosis metabólica o mixta, signos neurológicos en el feto y fallo de diversos órganos. La American College of Obstetrics and Gynaecology recomienda hacer una gasometría arterial en la arteria umbilical de aquellos bebés que tengan un alto riesgo de padecer una hipoxia neonatal.

## La gasometría arterial en la monitorización de las intervenciones quirúrgicas
Durante las intervenciones quirúrgicas tiene lugar un aumento del gasto cardíaco para satisfacer los requerimientos de una mayor actividad metabólica en los tejidos. Esto se debe a que durante la operación tienen lugar unos cambios en la función de los órganos como consecuencia de la activación de cascadas inflamatorias.
Medir la perfusión de los tejidos es un objetivo fundamental en la Anestesiología y en la Medicina de Cuidados Intensivos. Esto incluye, tradicionalmente, una monitorización en las presiones arteriales, pH arterial y concentración de lactato, entre otros parámetros. En las intervenciones que afectan a órganos delicados y muy vascularizados como el riñón, el cerebro, el corazón o el hígado también es necesario tener controladas las saturaciones de oxígeno de los vasos que los irrigan.
En pacientes que acuden a Emergencias, el empleo de técnicas invasivas de monitorización es necesario para comprobar la respuesta cardiaca en la intervención. Es necesario prestar atención a la reacción que tiene lugar en las primeras horas porque alerta de una posible progresión en el fallo de los órganos y de una posible mortalidad en la operación.